# Zwaaien

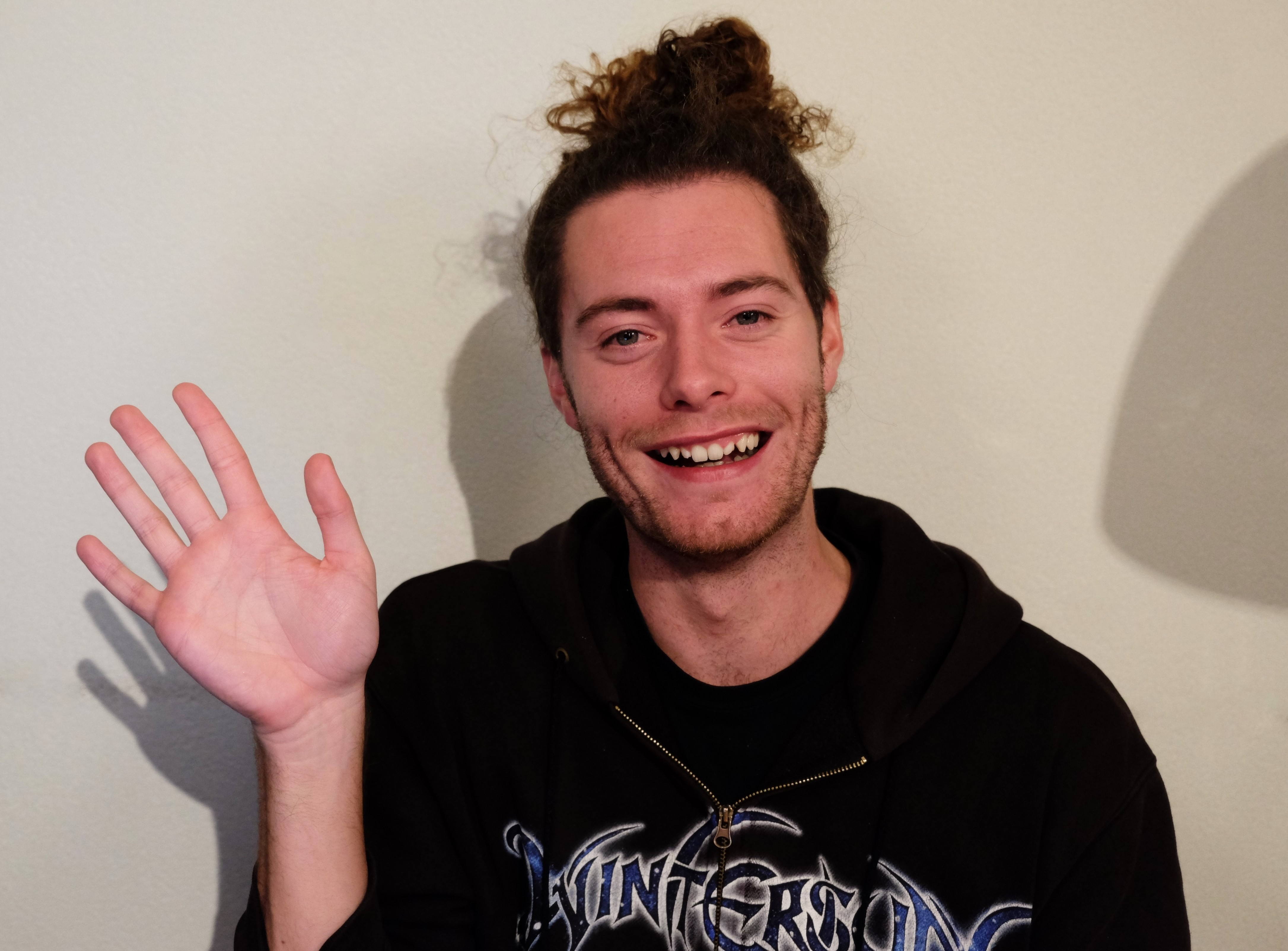
Een zwaaiende man in Nederland

Zwaaien of wuiven is een visuele begroeting die wereldwijd wordt gebruikt door mensen. Zwaaien doet men door de hand meerdere keren vanuit de pols van links naar rechts (of van rechts naar links) en terug te bewegen. Door te zwaaien trekt een persoon de aandacht van een ander persoon, of van meerdere personen. Meestal kiest men ervoor om te zwaaien wanneer dit handgebaar beter waarneembaar is dan een verbale groet. Dikwijls zwaaien personen naar elkaar wanneer zij zich op een grotere afstand van elkaar bevinden dan wanneer zij makkelijk op een verbale wijze met elkaar kunnen communiceren.
Om een sociaal contact op gang te brengen (bijvoorbeeld wanneer personen elkaar op straat tegenkomen), gebruikt men het zwaaien vaak als een begroetingsvorm. In dit geval wordt het zwaaien dan veelal beschouwd als een non-verbale manier van het zeggen van bijvoorbeeld 'hallo' of 'hoi'. Ook om afscheid te nemen van elkaar zwaaien mensen vaak; dit wordt soms ook wel 'elkaar uitwuiven' genoemd. Bij de twee laatstgenoemde functies van zwaaien wordt doorgaans maar één hand gebruikt. Wanneer men zwaait door uitsluitend (en snel) iemands aandacht te willen trekken, gebruikt men vaak twee handen.

## Herkomst

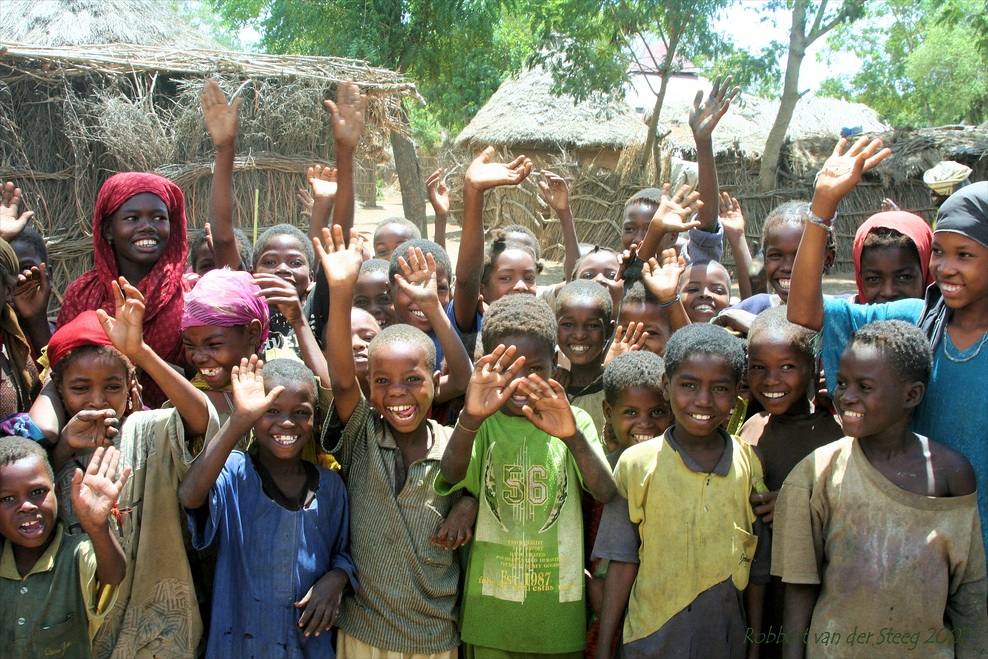
Zwaaiende kinderen in Somalië

Over de oorsprong van het zwaaien is nauwelijks iets met volledige zekerheid bekend. Wetenschappers veronderstellen dat het zwaaien al een zeer oude begroetingsvorm is. Vaak wordt er gezegd dat het zwaaien in de middeleeuwen is ontstaan, doordat ridders het vizier van hun helm ophieven als zij zichzelf herkenbaar moesten maken. De hand zou dan op een soortgelijke wijze bewegen als bij het zwaaien zoals men dat tegenwoordig vaak als visuele begroetingsvorm gebruikt. Ook wordt er gezegd dat het zwaaien ontstaan kan zijn door te laten zien dat iemand geen wapens in zijn of haar handen heeft.